# SUNPLUS
SUNPLUS（サンプラス）は、サンミュージックに所属する若手男性俳優で構成されるユニット。

## 概要
サンミュージックに所属する若手男性俳優で構成されるユニットで、2015年1月に結成された。2016年9月スマートフォン限定モバイルファンクラブ「S+Family」オープン。ファンミーティングを定期開催している。

## メンバー
現メンバー
- 2025年7月現在[2]。

| 名前     | よみ            | 生年月日と年齢         | 出身地 | メンバーカラー | 加入時期      |
| -------- | --------------- | ---------------------- | ------ | -------------- | ------------- |
| 谷水力   | たにみず りき   | 1996年10月16日（28歳） | 福岡県 | グレー         | 2017年4月加入 |
| 野口準   | のぐち じゅん   | 2000年2月6日（25歳）   | 大阪府 | 紫             | 2019年4月加入 |
| 水田達貴 | みずた たつき   | 1997年7月31日（27歳）  | 山口県 | 赤             | 2019年4月加入 |
| 藍沢晃多 | あいさわ こうた | 2002年10月10日（22歳） | 東京都 | 藍色           | 2023年3月加入 |
| 大津朝陽 | おおつ あさひ   | 1998年1月13日（27歳）  | 兵庫県 | 曙色           | 2023年3月加入 |
| 大津夕陽 | おおつ ゆうひ   | 1998年1月13日（27歳）  | 兵庫県 | 茜色           | 2023年3月加入 |
| 水瀬裕也 | みなせ ゆうや   | 1998年10月15日（26歳） | 兵庫県 | 白             | 2023年3月加入 |

元メンバー
| 名前       | よみ              | 生年月日と年齢         | 出身地   | メンバーカラー | 加入時期            | 脱退時期     | 備考                                          |
| ---------- | ----------------- | ---------------------- | -------- | -------------- | ------------------- | ------------ | --------------------------------------------- |
| 勧修寺玲旺 | かんしゅうじ れお | 1998年1月17日（27歳）  | 東京都   | シルバー       | 結成時（2015年1月） | 2017年3月4日 | 2017年7月2日にサンミュージック退所。          |
| 阿部弘太郎 | あべ こうたろう   | 1994年6月15日（31歳）  | 千葉県   | 紫             | 結成時（2015年1月） | 2018年11月   | 2018年11月に芸能活動引退。                    |
| 平田雄也   | ひらた ゆうや     | 1993年6月20日（32歳）  | 神奈川県 | 赤             | 結成時（2015年1月） | 2018年11月   | 2018年11月にSUNPLUS卒業。                     |
| 蔵田尚樹   | くらた なおき     | 1997年6月28日（28歳）  | 東京都   | 赤             | 結成時（2015年1月） | 2019年3月    | 2019年3月末日にサンミュージック退所。         |
| 佐奈宏紀   | さな ひろき       | 1997年2月25日（28歳）  | 愛知県   | 水色           | 結成時（2015年1月） | 2020年2月    | 2020年2月2日にサンミュージック退所。          |
| 三井理陽   | みつい りょう     | 1997年7月30日（27歳）  | 東京都   | 白(ヒョウ柄)   | 結成時（2015年1月） | 2022年6月    | 2022年6月末、サンミュージックブレーンを退所。 |
| 丸山隼     | まるやま しゅん   | 1992年10月1日（32歳）  | 東京都   | ピンク         | 結成時（2015年1月） | 2022年12月   | 2022年12月、SUNPLUS卒業。                     |
| 佐伯亮     | さえき りょう     | 1995年10月10日（29歳） | 広島県   | 緑             | 結成時（2015年1月） | 2023年2月    | 2023年2月末、サンミュージックブレーンを退所。 |
| 蒼木陣     | あおき じん       | 1992年5月26日（33歳）  | 大阪府   | 青             | 結成時（2015年1月） | 2023年12月   | 2023年12月、SUNPLUS卒業。                     |
| 井澤巧麻   | いさわ たくま     | 1994年3月28日（31歳）  | 宮城県   | 深緑           | 結成時（2015年1月） | 2024年12月   | 2024年12月、SUNPLUS卒業。                     |
| 平野宏周   | ひらの こうしゅう | 1999年4月1日（26歳）   | 神奈川県 | オレンジ       | 結成時（2015年1月） | 2024年12月   | 2024年12月、SUNPLUS卒業。                     |
| 山形匠     | やまがた たくみ   | 1996年6月26日（29歳）  | 大阪府   | 黄色           | 結成時（2015年1月） | 2024年12月   | 2024年12月、SUNPLUS卒業。                     |

## 出演

### 舞台
- SUNPLUS 第1回公演『SUMMER BAZAAR〜夏の終わり〜』（2019年10月18日 - 27日、新宿村LIVE）[8][9]

### バラエティ

#### 過去の出演番組
- さしめし（LINE LIVE、2016年4月22日） - 山形匠、勧修寺玲旺、井澤巧麻、蔵田尚樹、平田雄也
- 猫のひたいほどワイド（テレビ神奈川、2016年4月 - 2021年3月） - レギュラー・曜日レポーター[10]

月曜日に出演していた蒼木陣と木曜日に出演していた佐伯亮は2017年3月に、番組開始当初から出演していた山形匠と谷水力は2021年3月に番組を卒業した。

### ラジオ
- ラジオiNEWS（2019年4月2日、ラジオNIKKEI第1） - 谷水力、井澤巧麻、野口準[12]

## イベント
SUNPLUSファンミーティング
| 回    | 日程                  | 会場                                              |
| ----- | --------------------- | ------------------------------------------------- |
| 第1回 | 2015年10月15日 - 16日 | 北とぴあ ドームホール                             |
| 第2回 | 2016年2月28日         | スクエア荏原 ひらつかホール                       |
| 第3回 | 2016年11月13日        | スクエア荏原 ひらつかホール                       |
| 第4回 | 2017年3月3日 - 4日    | スクエア荏原 ひらつかホール                       |
| 第5回 | 2017年11月3日         | エブノ泉の森ホール 大ホール（泉佐野市立文化会館） |
| 第6回 | 2018年5月26日         | 大阪メルパルクホール                              |
| 第7回 | 2019年2月9日 - 10日   | 山野ホール                                        |
| 第8回 | 2021年1月9日 - 10日   | 一ツ橋ホール                                      |
| 第9回 | 2023年9月22日 - 23日  | 雷5656会館 ときわホール                           |

バースデーイベント
| メンバー | 迎え年 | 日程                      | 会場                        |
| -------- | ------ | ------------------------- | --------------------------- |
| 平田雄也 | 23歳   | 2016年6月26日             | 仙川フィックスホール        |
| 平田雄也 | 24歳   | 2017年7月1日              | 仙川フィックスホール        |
| 佐奈宏紀 | 20歳   | 2017年3月3日 2017年3月4日 | スクエア荏原 ひらつかホール |
| 蒼木陣   | 25歳   | 2017年10月7日             | 仙川フィックスホール        |
| 谷水力   | 21歳   | 2017年10月9日             | 発明会館                    |
| 佐伯亮   | 22歳   | 2017年10月14日            | 発明会館                    |
| 蔵田尚樹 | 21歳   | 2018年7月14日             | 仙川フィックスホール        |
| 佐伯亮   | 23歳   | 2018年10月6日             | 仙川フィックスホール        |
| 谷水力   | 22歳   | 2018年10月8日             | 仙川フィックスホール        |
| 蒼木陣   | 27歳   | 2019年5月18日             | 仙川フィックスホール        |
| 蒼木陣   | 28歳   | 2020年5月26日             | Zoomウェビナー              |
| 野口準   | 20歳   | 2020年8月23日             | 仙川フィックスホール        |

トークイベント
| 日程                        | メンバー                   | 会場                  |
| --------------------------- | -------------------------- | --------------------- |
| 2016年7月30日               | 蒼木陣・佐奈宏紀・平田雄也 | クレオ大阪 東ホール   |
| 2016年8月7日                | 佐伯亮・三井理陽・山形匠   | 北とぴあ ドームホール |
| 2016年9月30日 2016年10月1日 | 蒼木陣                     | 仙川フィックスホール  |
| 2018年10月7日               | 佐奈宏紀                   | 仙川フィックスホール  |

トーク&ダンスイベント
| 日程          | 出演             | 会場                |
| ------------- | ---------------- | ------------------- |
| 2018年5月27日 | 蒼木陣、本田礼生 | クレオ大阪 東ホール |

トーク&ライブイベント
| 日程                   | メンバー | 会場           |
| ---------------------- | -------- | -------------- |
| 2018年6月16日          | 井澤巧麻 | 江古田Buddy    |
| 2019年3月30日 - 4月1日 | 井澤巧麻 | 江古田Buddy    |
| 2020年8月16日          | 井澤巧麻 | Zoomウェビナー |

その他
| 日程             | 内容                                           | 会場       | 出演    |
| ---------------- | ---------------------------------------------- | ---------- | ------- |
| 2019年10月25日   | 『SUMMER BAZAAR』上演記念 パンフレットサイン会 | 新宿村LIVE | SUNPLUS |
| 2020年9月21·22日 | 『SUMMER BAZAAR』Blu-ray+DVD オンライン特典会  | Zoom       | SUNPLUS |

## 書籍

### 写真集
- オフィシャルブック（2016年11月13日）
- 我们是SUNPLUS。-SUNPLUS in TAIWAN-（2017年11月3日）
- 灯火辉煌的香港 -SUNPLUS in HONGKONG-（2018年5月26日）
- 小小的世界旅行 -SUNPLUS in SINGAPORE-（2019年2月9日）
- 10（2019年6月）
- 有缘千里来相会 〜SUNPLUS in CHENGDU〜（2019年8月）